# Benno Landsberger
Pour les articles homonymes, voir Landsberger.
Benno Landsberger, né le 21 avril 1890 à Friedeck-Mistek en Silésie autrichienne et mort le 26 avril 1968 à Chicago, est un des assyriologues germanophones parmi les plus réputés de son époque.

## Biographie
Benno Landsberger naît dans une famille juive assimilée d'Autriche-Hongrie. Il étudie à partir de 1908 l'Antiquité proche-orientale à l'université de Leipzig, notamment auprès de l'arabiste August Fischer et de l'assyriologue Heinrich Zimmern. Il présente sa thèse en 1913.
Il est enrôlé dans l'armée austro-hongroise pendant la Première Guerre mondiale sur le front oriental, où il est gravement blessé et décoré de la Croix d'or du Mérite. Il présente sa thèse d'habilitation en 1920 à Leipzig, où il est nommé professeur extraordinaire en 1926. En 1928, il succède à Peter Jensen en qualité de professeur ordinaire à l'université de Marburg, mais un an plus tard il est rappelé à Leipzig pour succéder à Heinrich Zimmern. Il y joue un rôle de premier plan à l'institut oriental et compte parmi ses étudiants Adam Falkenstein, Hans Gustav Güterbock, Fritz Rudolf Kraus et Wolfram von Soden. Güterbock et Kraus s'exilent ensuite en Turquie.
En conséquence de la loi allemande sur la restauration de la fonction publique du 7 avril 1933, il doit quitter l'enseignement supérieur en 1935 et accepte un poste à l'université d'Ankara, où vient d'ouvrir une nouvelle faculté d'histoire selon le souhait de Mustapha Kemal. Il y passe treize ans. En 1948, il est appelé à l'institut oriental de l'université de Chicago où il enseigne jusqu'en 1955. Entre-temps, il obtient le passeport américain.
En 1958, il est nommé comme membre-correspondant de l'Académie saxonne des sciences de Leipzig.

## Quelques œuvres
- Der kultische Kalender der Babylonier und Assyrer: I. Die altbabylonischen Lokalkalender, Leipzig 1914 (thèse) (Leipziger semitistische Studien. Bd 6, H. 1. 1915)
- Assyrische Handelskolonien in Kleinasien aus dem dritten Jahrtausend, Leipzig 1925 (Der Alte Orient, Bd. 24. H. 4)
- Die Fauna des alten Mesopotamien nach der 14. Tafel der Serie Har-ra=Hubullu, Hirzel, Leipzig 1934 (Abhandlungen der Sächsischen Akademie der Wissenschaften zu Leipzig, Philologisch-Historische Klasse, Bd. 42, Nr. 6)
- Die Serie ana ittisu, Pontificum Institutum Biblicum, Rom 1937 (Materialien zum sumerischen Lexikon, Bd. 1)
- Sam’al. Karatepe herabelerinin keşfi ile ilgili araştirmalar; Birinci kisim, Türk tarih Kurum basimevi, Ankara 1948 (Türk tarih Kurumu Yayinlarindan, no 16 a) The date Palm and its by-products, 1967
- Nachruf auf Heinrich Zimmern, in: Zeitschrift für Assyriologie 40, 1932, pp. 133–143
- Zur 100. Wiederkehr des Geburtstages von Heinrich Zimmern,  in: Forschungen und Fortschritte. Nachrichtenblatt der deutschen Wissenschaft und Technik 36, 1962, pp. 219–220
- August Fischer zum 70. Geburtstag, Forschungen und Fortschritte 11, 1935, pp. 62–63.